# Land of Providence
Land of Providence (deutsch Land der Vorsehung) ist ein 25 Acres (10,1 ha) großes Naturschutzgebiet in der Nähe von Holyoke im Bundesstaat Massachusetts der Vereinigten Staaten, das von der Organisation The Trustees of Reservations verwaltet wird.

## Schutzgebiet
Das Gelände, auf dem sich das heutige Schutzgebiet befindet, wurde den Trustees im Jahr 2009 von den Sisters of Providence of Holyoke geschenkt, die der Stadt bereits seit ihrer Gründung im Jahr 1873 verbunden sind. Es befindet sich wenige Autominuten vom Stadtzentrum entfernt direkt am Connecticut River und ist über die Interstate 91 zu erreichen.
Auf dem Gebiet wird von der gemeinnützigen Organisation Nuestras Raices (deutsch unsere Wurzeln) aktiv Landwirtschaft betrieben. Der Schwerpunkt liegt dabei auf der Agrarkultur der Latinos und anderer Immigranten. Das Schutzgebiet ist vom 1. April bis zum 30. November kostenfrei zugänglich und bietet den Besuchern einen unmittelbaren Eindruck der aktiv arbeitenden Betriebe.